# 谢红
谢红（1960年5月—），女，汉族，贵州遵义人，中华人民共和国政治人物、全国人民代表大会山西地区代表。

## 生平
谢红毕业于山西大学。2005年1月至2012年4月，任山西省食品药品监督管理局副局长。2008年起担任全国人大代表。2012年4月，任山西省卫生厅副厅长。2013年，被选为全国人大代表。2018年1月，当选第十三届全国政协委员。